# واکباک (نیویورک)
واکباک (به انگلیسی: Waccabuc) یک منطقهٔ مسکونی در ایالات متحده آمریکا است که در Lewisboro واقع شده‌است. واکباک ۸٫۶۶ کیلومتر مربع مساحت و ۸۵۱ نفر جمعیت دارد.